# Tidan (Ort)
Tidan ist ein Ort (tätort) in der schwedischen Provinz Västra Götalands län und der historischen Provinz Västergötland.
Der Ort in der Gemeinde Skövde liegt etwa 23 Kilometer nördlich der Stadt Skövde am Fluss Tidan.
Am Ortsrand von Tidan befindet sich die zweitgrößte Schiffssetzung Schwedens, die Schiffssetzung von Askeberga. Im Fluss Tidan liegt die ehemalige Textilfabrik Vads kvarn.

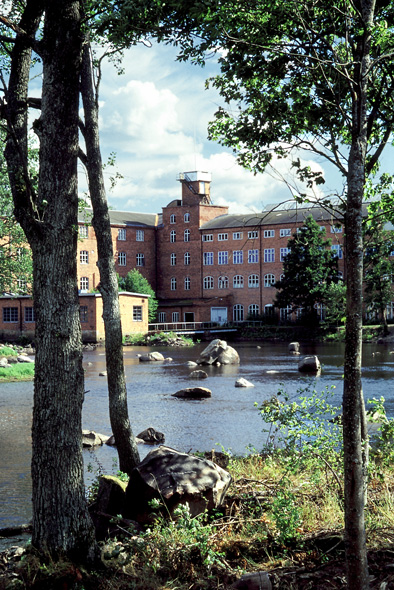
Vads kvarn, eine ehemalige Textilfabrik

## Persönlichkeiten
- Bert Karlsson, ehemaliger Reichstagsabgeordneter und Musikproduzent
- Alf Svensson, ehemaliger Reichstagsabgeordneter und Minister

## Quelle
1. 1 2  Statistiska centralbyrån: Landareal per tätort, folkmängd och invånare per kvadratkilometer. Vart femte år 1960 - 2015 (Datenbankabfrage)